# عبد الغفار خان

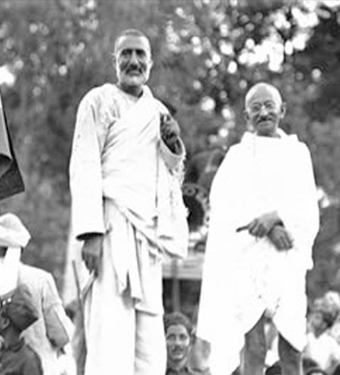
عبد الغفار خان

عبد الغفار خان (بالأردو: خان عبد الغفار خان - بالإنجليزية: Abdul Gaffar Khan) (ولد في هاشتناغار في وتمانزاي في بيشاور، مقاطعة في الحدود الشمالية الغربية للهند- 1890 - توفي في بيشاور، بلوشستان، في باكستان، 20 يناير 1988) ا البشتون (أفغانستان) زعيم سياسي وروحي معروف بالمقاومة اللاعنفية التي عارض من خلالها الاحتلال البريطاني للهند خلال السنوات الأخيرة من حكم الإمبراطورية في شبه القارة الهندية. مدّ الله في عمره فعاش سلمياً ومسلماً على الدوام. ويذكر أحياناً تحت اسم «بادشاه خان» (وقد يكتب: باشا خان)، ملك الزعماء، ومن المكافحين في زمن غاندي.

## سنواته الأولى
ترعرع عبد الغفار خان في أسرة هادئة ومتنعمة في وادي بيشاور. والده بهرام خان، مزارعاً صاحب أرض، ورئيس جماعة (أولاد محمد) من قبائل البشتون (باثان).
التحق عبد الغفار خان ثاني أبناء بهرام بالمدرسة التابعة للبعثة البريطانية، وهو أمر غير اعتيادي، إذ عادة ما حض الملالي على عدم الالتحاق بتلك المدارس. لقد جد عبد الغفار في دراسته وساعده مرشده في ذلك، وبين له أهمية التعليم في سبيل خدمة المجتمع. في سنته العاشرة والأخيرة في الثانوية قدمت له منحة رفيعة المستوى، لكنه رفضها حين وجد أن الخريجين منها يظلون في الطبقة الثانية في المجتمع. ثم عرض عليه مرشده في الجامعة أن يلتحق بأخيه خان صاحب للدراسة في لندن، ورغم موافقة والده إلا أن والدته لم تشأن أن تسخر ابناً ثانياً هناك. وهكذا راح عبد الغفار يعمل في أرض والده محاولاً أن يكتشف ما يمكنه فعله في حياته.
عاشق العلم والتعليم
في ربيعه العشرين، بنى عبد الغفار خان، بمبادرة فردية منه، مدرسة بالقرب من عثمانزاي في شمال غرب ما يُعرف اليوم بباكستان. وأسس جميعة إصلاح الأفغان وأصدر مجلة "بشتون"، ليتمكن من الوصول إلى الشرائح التي يُسيطر عليها البريطانيون.
كانت بيشاور مسرحا لمقاومة خان السلمية
أثمرت هذه الجهود عن تأسيس حركة "خدام الله" في العشرينيات من القرن الماضي، حيث انضم إليها عشرات الآلاف من المدنيين البشتون الذين آمنوا بالمقاومة السلمية من خلال العصيان المدني سبيلا للتعبير عن مواقفهم. وأطلق عليهم البريطانيون أصحاب "القمصان الحمر"، لتميز لباسهم باللون الأحمر.
في أوج الاحتجاجات ضد السيطرة البريطانية على شمال غرب الهند، أطلقت القوات البريطانية النار على متظاهرين مدنيين في 23 نيسان/أبريل 1930 وقتلوا المئات منهم.

## بادشاه خان
بعد أن فشل عبد الغفار في متابعة تعليمه راح يساعد الآخرين على متابعة تعليمهم. ومثل كثير من المناطق الحدودية في العالم، كان لمقاطعة الحدود الشمالية الغربية أهمية إستراتيجية في وجه النفوذ الروسي، لكن ذلك لم يأت بفائدة لسكانها. وما بين استبداد البريطانيين وقمع الملالي، إضافة إلى ثقافة العنف والثأر المتأصلة في أهل البلاد، أراد عبد الغفار أن يخدم بلده وأن يرفع رفاقه من الرجال والنساء من خلال التعليم. لقد افتتح أول مدرسة في منطقته وهو لا يزال في العشرين من عمره. وكان لذلك المشروع نجاح فوري سرعان ما التحق عبد الغفار من خلاله بالمفكرين والمصلحين.
تعرض عبد الغفار لجملة من الأزمات الشخصية منها وفاة زوجته الأولى عام 1915 بسبب وباء الأنفلونزا. وقد بذل عبد الغفار خان جهوده من أجل تنظيم وزيادة وعي الناس في منطقته. بين عام 1915 وعام 1918 قام بزيارة كل المناطق الحدودية البالغ عددها نحو 500. من خلال هذا النشاط المحموم بات عبد الغفار خان يعرف باسم بادشاه خان (ملك الملوك).

## خدام الله
مع مرور الوقت بات هدف عبد الغفار خان جعل الهند دولة علمانية، موحدة، مستقلة. ولتحقيق هذه الغاية أسس عام 1920 جماعة «خدام الله» معروفة باسم «القمصان الحمر»، (سورخ بوش). قامت جماعة «خدام الله» على الإيمان بقوة كامنة في فكرة المقاومة اللاعنفية. وقد قال عبد الغفار لأعضائها:
"سأقدم لكم سلاحاً فريداً لا تقدر الشرطة ولا الجيش علي الوقوف ضده.
إنه سلاح النبي، لكن لا علم لكم به. هذا السلاح هو الصبر والاستقامة.
ولا توجد قوة على وجه الأرض تستطيع الوقوف ضده."
جندت المنظمة ما يزيد على 100.000 عضو، وتحولت إلى أسطورة في المعارضة والموت على أيدي الشرطة والجيش المسيطر عليه من قبل الإنكليز. من خلال إضرابات وتنظيم سياسي ومعارضة لاعنفية، تمكن «خدام الله» من تحقيق بعض النجاح في السيطرة على السياسة في ما سمي مقاطعة الحدود الشمالية الغربية. قاد أخوه «د.خان صاحب» الجناح السياسي للحركة، وكان رئيس وزراء المقاطعة ما بين (1920 وحتى 1947) عندما تم حل الحكومة على يد محمد علي جناح.

### غاندي وحزب المؤتمر الوطني
أسس عبد الغفار علاقة صداقة وثيقة مع غاندي رائد حركة العصيان المدني اللا عنفي في الهند. تملك الرجلين إعجاب عميق تجاه بعضهما البعض وعملا معاً حتى عام 1947.
عملت «خدام الله» بتلاحم مع منظمة المؤتمر الوطني الهندي، ومنظمة الكفاح من أجل الحرية، وكان عبد الغفار من كبار أعضائها. في عدة مناسبات عندما كان يختلف المؤتمر مع نظرة غاندي ظل عبد الغفار خان السند والحليف الأقوى لغاندي. في عام 1931 عرض عليه المؤتمر منصب الرئاسة لكنه رفض بقوله: «إنني جندي بسيط في خدمة الله، ولا أريد إلا أن أخدم». ولكنه ظل عضواً في الهيئة العاملة في المؤتمر لوقت طويل، ليستقيل عام 1939 لخلافه مع سياسة الحزب الحربية. وعاد للانتساب إلى الحزب بعد تعديل تلك السياسة.
عبد الغفار بطل حقوق المرأة واللاعنف. وأصبح بطلاً في مجتمع يسوده العنف. متمسكاً برؤاه التحررية، بإيمان جازم وشجاعة واضحة هيّأت له احتراماً عظيماً. لم يفقد طوال ثقته في الوسائل اللاعنفية للنضال أو في انسجام الإسلام مع اللا عنف. واعتبر ان صراعه هو جهاد يمسك فيه العدو فقط السيف. كان مقروناً دوماً بغاندي وكان يسمى: «غاندي الحدود».

### فكره
إنَّ تبنِّي عبد الغفار خان لِلَّاعنف منهجًا في الحياة والعمل الاجتماعي والسياسي، قد سبَق لقاءه بالمهاتما غاندي، حيث استَوحى مبادئ اللاعنف من القرآن الكريم والسنة النبوية، مثلما استَلهم غاندي أفكاره من البهاغافاد غيتا ١ والتراث الهندوسي عمومًا. أيضًا ربطت عبدَ الغفار خان علاقاتٌ وطيدة بالمفكر الهندي المسلم مولانا أبي الكلام آزاد (تُوفِّي سنة 1958)، صاحب تفسير ‘‘ترجمان القرآن’’، والذي كان بِدَوره رفيقًا لغاندي في كفاحه اللاعنفي.
آثارُ عبدِ الغفار خان إنسانيةٌ حياتية أساسًا، إذ عُني بتربية الإنسان وتكوين الأجيال وبناء المدارس، خاصة للفتيات. فتعليم المرأة كان من بين أولوياته، حتى قبْل أن يلتقي بالمهاتما غاندي. أسَّس ‘‘خُداي خدمتكار’’ -حسب ما ذكَرنا سابقًا- حيث يُطلب من العضو الجديد المتطوِّع في هذا الجيش، أن يُدلي بهذا القَسم، الذي يمثل المبادئ الأساسية التي تقوم عليها الجمعية:
أنا خادم (عبد) الله، ولَمَّا كان الله تعالى لا يحتاج إلى الخدمة، فإن خدمته تعني خدمة خلقه. أعِدُ أن أخدم الإنسانية بِاسم الله تعالى. أعِدُ بالكفِّ عن العنف والانتقام. أعِدُ بالمغفرة مَن يضطهدني أو يعاملني بوحشية. أعِدُ بالكفِّ عن المشاركة في الأخذ بالثارات والصراعات، وعن اتِّخاذ الناس أعداءً. أعِدُ بمعاملة كل فرد من الباتان (أي البشتون، إثنية عبد الغفار خان) بوصفِه أخًا وصديقًا. أعِدُ بالكفِّ عن العادات والممارسات المضادة للمجتمع. أعِدُ أن أعيش حياة بسيطة، وألتزم الفضيلة، وأبتعد عن الشرور. أعِدُ بممارسة الآداب الحميدة والسلوك الحسَن، والابتعاد عن حياة الخمول والكسل. أعِدُ بأن أخصِّص ساعتين في اليوم على الأقل، للخدمة الاجتماعية.
هذه الوعود والالتزامات، تحوَّلت في عدة مناسبات إلى أعمال لاعنفية، أدَّت أحيانًا إلى المخاطرة بالحياة أو التضحية بها. وهذا ما حدث عندما قُتل ما يزيد عن مائتي عضو من خدمتكار، في مظاهرات سلمية يوم 23 نيسان/أبريل 1930. وهو ما يُعرَف بمجزرة ‘‘بازار كسا خاني’’ في مدينة بيشاور، حيث تجمَّعوا من أجل إضراب عامّ. وقد استمرت المقتلة من الحادية عشرة صباحًا حتى الخامسة مساء، إلى حين تَمرَّد الجنود الهنود الذين كانوا يعملون تحت إمْرَة الجيش البريطاني، ورفضوا مواصلة إطلاق النار. وقد علَّق عبد الغفار خان على هذه المجزرة بقوله: ‘‘كل واحد من المتظاهرين العُزَّل أُصيبَ في صدره، ولا أحد منهم أُصيبَ في ظهره’’. في المدينة نفسها، وأثناء أحداث التقسيم سنة 1947، اندفع حوالي عشرة آلاف من أعضاء خدمتكار، إلى الدفاع عن الهندوس والسيخ وممتلكاتهم في بيشاور. وقد انتَقل إلى المكان عَينِه عبد الغفار خان بصحبة غاندي، لوقف أعمال العنف. وهي ليست المرة الأولى التي يزوران فيها معًا منطقة مشتعلة لإطفاء نار الفتنة.
بقي عبد الغفار خان مُؤْمنًا طَوال حياته بِوَحدة الهند الكبرى، ورافِضًا لتقسيمها إلى الهند الحالية وباكستان ثم بنغلاديش، إضافة إلى أفغانستان، لأنه لم يَرَ ضرورة إقامة دولة خاصة بالمسلمين؛ حيث إنهم عاشوا دومًا مع الهندوس والسيخ وغيرهم، ولا معنى لإقامة دولة على أساس الانتماء الديني. يقول عبد الغفار خان: ‘‘لم أتعلَّم العلمانية من بابو (أي غاندي). لقد وجدتُها في القرآن الكريم’’. فقصَد أنه لا يوجد في القرآن أيُّ أساس للدولة الدينية الثيوقراطية، وأن الدولة التي تُحقِّق العدل وتُعامل مواطنيها بالتساوي، هي الدولة المدنية.
يلخِّص خان عبد الغفار خان الإسلام في ثلاث كلمات، هي: ‘‘العمل، واليقين، والمحبة’’. وهي مبادئ انعكست مباشرة على فكره السياسي، ونظرته إلى دَور الدين في الفضاء العامّ، حيث يمكن لأتْباع كل دين أن يُدْلوا بِدَلوهم في الحياة العامة للبلاد. وللإسلام دور في هذا المجال، خاصة بفضل قيمتَي ‘‘الصبر’’ و‘‘التسامح’’. لقد دافع عبد الغفار خان بقوة عن قيمة ‘‘التسامح’’، بِوَصْفها إحدى القيم الأساسية للحياة، وأيضًا آمَن بوجود قيم أخلاقية مشترَكة بين مختلف الأديان. فمهمة الدين هي ‘‘التوحيد’’، وليس ‘‘التقسيم’

### في ذكرى وفاته
في الذكرى العشرين لرحيله نظم بعض المفكرين الأفغان حفلاً تذكارياً حول قبر بادشاه خان في جنوب شرق أفغانستان. كما يخطط العديد من الجمعيات الثقافية في المنطقة وفي أوروبا تنظيم عدة احتفالات في ذكرى رحيل البشتوني المسالم، عبد الغفار خان. ووصف أستاذ الأدب الهندي، اكناث ايسواران الصديقين الحميمين ورفيقي الدرب، بادشاه خان وغاندي، أنهما "حلفاء في ثورة الفكر البشري ورواد ثقافة السلام". وجدير بالذكر أن اكناث ايسواران كان قد ألّف كتاباً عن مهاتما غاندي وبادشاه خان.
ويقول المستشار الألماني الأسبق، هيلموت شميدت ، في مقدمة الكتاب: "يساهم هذا الكتاب الرائع للكاتب أكناث إيسواران في فهم الإسلام جيداً". ومن الواضح فعلاً أن فلسفة بادشاه خان الإسلامية السلمية لم تفقد بريقها حتى اليوم، ليس فقط في مناطق الحرب على طول خط دوراند، بل في العالم أجمع